# Somin
Jeon So-min (Hangul: 전소민; nascida em 22 de agosto de 1996) conhecida também como Somin (Hangul: 소민), é uma cantora sul-coreana. Atualmente é vocalista principal e visual do grupo misto K.A.R.D e ex membro dos grupos femininos April e Puretty.

## Vida pessoal
Jeon So-min nasceu em 22 de agosto de 1996 em Seongdong-gu. Ela estudou na Seokyeong University e Seoul Broadcasting High School. Somin aprendeu a dançar balé no ensino fundamental e também sabe tocar piano, violino e ocarina
Somin tem duas irmãs mais velhas. A cantora Jeongyeon do Twice é parente distante de Somin. Jeongyeon é sobrinha da esposa do tio de Somin.

## Carreira

### 2012–2014: Puretty e KARA Project
Em 5 de setembro de 2012, Somin estreou no grupo feminino Puretty, que tinha como objetivo promover primeiramente no Japão. Elas tiveram sua primeira apresentação no Tokyo Toy Show de 2012 e cantaram a música "Cheki Love", que é a música tema do anime Pretty Rhythm: Dear My Future.
O grupo se separou em janeiro de 2014 sem fazer sua estreia na Coreia.
No mesmo ano, Somin participou do programa de variedades KARA Project, que visava escolher o novo membro do grupo KARA. Somin terminou o programa em segundo lugar, sendo eliminada.

### 2015–dias atuais: debuts comAprileK.A.R.D
Em 24 de agosto de 2015, ela estreou novamente, como membro do girl group April. Mas ela deixou o grupo em novembro daquele mesmo ano para se concentrar nos estudos.

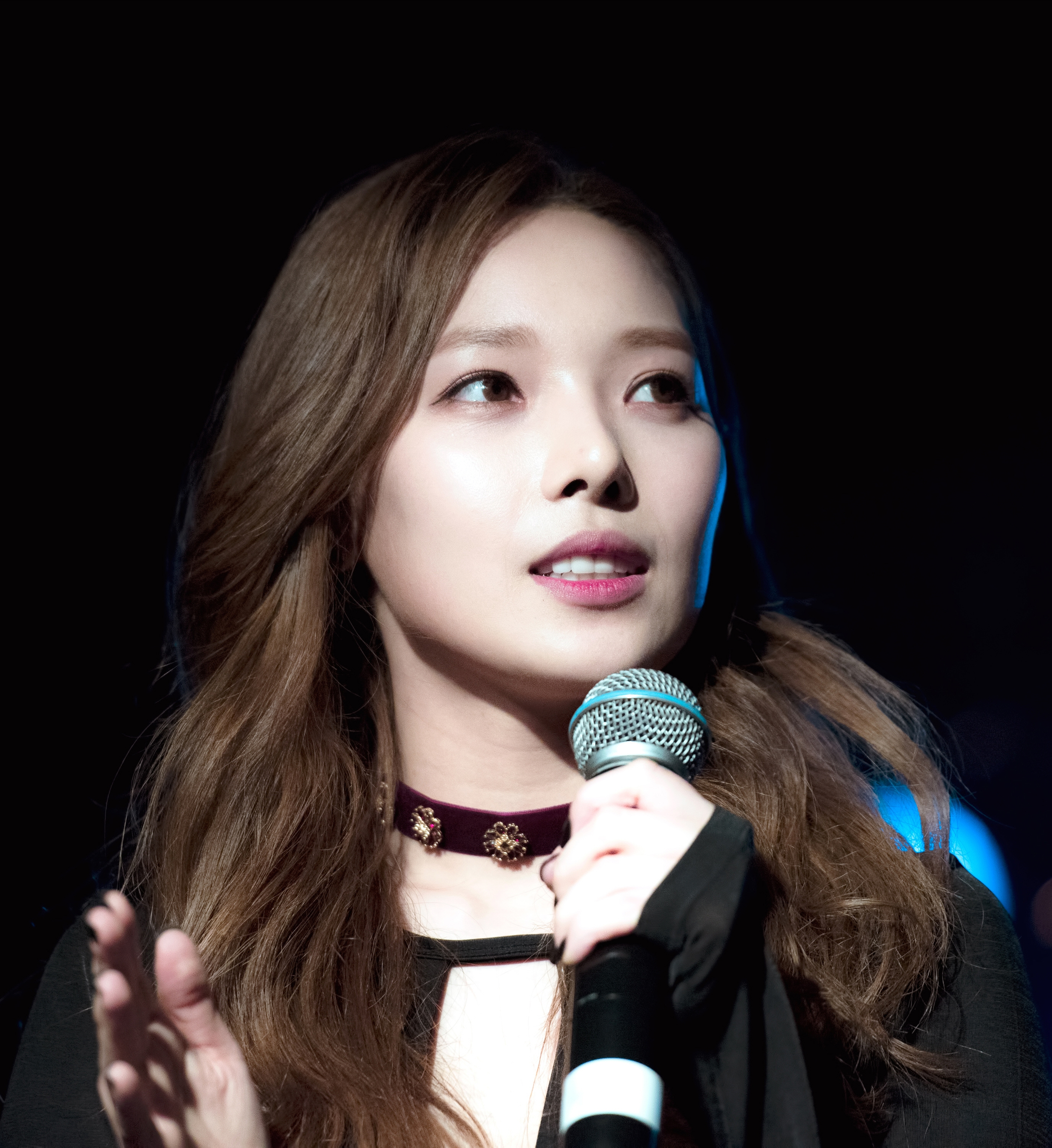
Somin em 2016

Em 2016, ela se tornou membro do grupo misto K.A.R.D. Eles lançaram três singles de pré-estreia antes de estrear oficialmente em 19 de julho de 2017 com o mini álbum  Hola Hola.
Em 2018, Somin e Jiwoo gravaram uma versão especial de "Lo Siento" do Super Junior e as duas se apresentaram diversas vezes com o grupo masculino. Ela também se apresentou com Hui do Pentagon com a música "Swim Good" para o programa Breakers da Mnet.

## Discografia

### Colaborações
| Ano  | Música      | Nota                                                         | Ref.   |
| ---- | ----------- | ------------------------------------------------------------ | ------ |
| 2018 | "Lo Siento" | Versão especial                                              | [ 14 ] |
| 2018 | "Swim Good" | Música colaborativa para o programa musical Breakers da Mnet | [ 15 ] |

## Filmografia

### Televisão
| Ano  | Título            | Network   | Papel     | Nota                                 |
| ---- | ----------------- | --------- | --------- | ------------------------------------ |
| 2014 | KARA Project      | MBC Music | Ela mesma | Participante                         |
| 2014 | KARA: Secret Love | DramaCube | Ela mesma | Participação especial                |
| 2015 | April Episode     |           | Ela mesma | Papel principal com membros de April |